# Lana Ščuka
Lana Ščuka (Lubiana, 6 ottobre 1996) è una pallavolista slovena, schiacciatrice del Thái Bình.

## Carriera

### Club
La carriera di Lana Ščuka inizia nel 2006 quando entra a far parte del Vital, giocando nelle squadre giovanili: l'esordio in prima squadra, che milita in 1. DOL, avviene nella stagione 2011-12; complessivamente resta legata al club di Lubiana per sette stagioni. Nella stagione 2013-14 viene ingaggiata dal Kamnik, sempre militante nella massima divisione del campionato sloveno, con cui in due annate vince la Coppa di Slovenia 2013-14 e lo scudetto 2014-15.
Nella stagione 2015-16 si trasferisce in Italia per vestire la maglia della LJ di Modena, in Serie A1, stesso paese dove resta anche nell'annata seguente però col Filottrano, in Serie A2, con cui vince la Coppa Italia di categoria e ottiene la promozione in massima serie: milita con lo stesso club in Serie A1 nella stagione 2017-18.
Ritorna in patria nell'annata 2018-19 per difendere i colori del Gorica, in 1. DOL, ma già nella stagione seguente torna a disputare la Serie A1 italiana, ingaggiata dal Casalmaggiore. Nel campionato 2020-21 si trasferisce in Turchia, dove partecipa alla Sultanlar Ligi con lo Yeşilyurt, con cui vince la Challenge Cup, mentre l'annata successiva è di scena nella seconda divisione turca con l'İlbank.
Per il campionato 2022-23 si trasferisce al ŁKS vincendo lo scudetto polacco, prima di trasferirsi nel sud-est asiatico per difendere i colori del Thái Bình, impegnato nel massimo campionato vietnamita.

### Nazionale
Fa parte sia della nazionale under 18 che di quella under 19 e under 20 slovena.
Nel 2014 ottiene le prime convocazioni nella nazionale maggiore, mentre con la nazionale under 23 vince la medaglia d'argento al campionato mondiale 2017.

## Palmarès

### Club
- Campionato sloveno: 1

2014-15
- Campionato polacco: 1

2022-23
- Coppa di Slovenia: 1

2013-14
- Coppa Italia di Serie A2: 1

2016-17
- Challenge Cup: 1

2020-21

### Nazionale (competizioni minori)
- Campionato mondiale under 23 2017